# 島のブルース
「島のブルース」（しまのブルース）は、1963年4月にリリースされた三沢あけみ・和田弘とマヒナスターズのシングルである。

## 解説
作詞は吉川静夫、作曲・編曲は渡久地政信による。
1番と4番が三沢とマヒナスターズの合唱、2番が三沢の独唱、3番がマヒナスターズのみ（メインボーカルは三原さと志）の歌唱となっている。
渡久地政信が少年時代に過ごした、鹿児島県の離島「奄美大島」をテーマにしたご当地ソングの楽曲であり、イントロに加わっている「指笛」は、渡久地自身の実演である。尚、B面の「長崎慕情」は三沢あけみはレコーディングに参加せず、和田弘とマヒナスターズの単独歌唱となっている。
奄美大島を舞台とした曲であるため、奄美群島の伝統民謡の島唄系統のアーティストに好んでカバーされる傾向にある。
1966年時点で50万枚以上、1998年時点で160万枚を売り上げている。
三沢自身この曲の大ヒットで、1963年12月の「第5回日本レコード大賞」新人賞を受賞、続けて同年大晦日の「第14回NHK紅白歌合戦」に初出場を果たした。現在も三沢の代表曲のひとつであり、懐メロ等の歌謡番組で同曲をよく披露している。

## 収録曲
1. 島のブルース
  - 作詞：吉川静夫、作曲・編曲：渡久地政信
2. 長崎慕情
  - 作詞：吉川静夫、作曲・編曲：八洲秀章

　　（和田弘とマヒナスターズのみ単独歌唱）